# Malînivka, Hlobîne
Malînivka (în ucraineană Малинівка) este un sat în comuna Zemleankî din raionul Hlobîne, regiunea Poltava, Ucraina.

## Demografie
Componența lingvistică a localității Malînivka
     Ucraineană (97,14%)
     Rusă (2,45%)
     Alte limbi (0,41%)
Conform recensământului din 2001, majoritatea populației localității Malînivka era vorbitoare de ucraineană (97,14%), existând în minoritate și vorbitori de rusă (2,45%).